# Опорець (зупинний пункт)
Опо́рець — пасажирський залізничний зупинний пункт Львівської дирекції Львівської залізниці.
Знаходиться неподалік від села Опорець Сколівського району Львівської області на лінії Стрий — Батьово між станціями Лавочне (3 км) та Бескид (4 км).
На платформі зупиняються приміські електропоїзди. Платформа є лише з одного боку, тому під час ремонтів трапляється відміна зупинки електропоїздам.

## Річний розподіл приміських поїздів
| Сполучення         | 2015/2016 | 2016/2017 | 2017/2018 | 2018/2019 | 2019/2020 | 2020/2021 | 2021/2022 |
| ------------------ | --------- | --------- | --------- | --------- | --------- | --------- | --------- |
| Лавочне — Мукачево | 1         | 1         | 1         | 1         | 1         | 1         | 1         |
| Стрий — Мукачево   | 0         | 0         | 0         | 1         | 1         | 0         | 0         |
| Чоп — Львів        | 1         | 1         | 1         | 1         | 1         | 0         | 1         |
| Львів — Мукачево   | 2         | 2         | 2         | 1         | 1         | 1         | 1         |
| Мукачево — Львів   | 1         | 1         | 1         | 0         | 0         | 0         | 0         |
| Мукачево — Стрий   | 1         | 1         | 1         | 2         | 2         | 1         | 1         |
| Львів — Чоп        | 1         | 1         | 1         | 1         | 1         | 0         | 1         |
| Мукачево — Лавочне | 1         | 1         | 1         | 1         | 1         | 1         | 1         |